# استیو نورمن
استیو نورمن (به انگلیسی: Steve Norman) (زاده ۲۵ مارس ۱۹۶۰) موسیقیدان انگلیسی است.
او عضو گروه اسپاندئو بالت است.